# Gynoxys longifolia
Gynoxys longifolia là một loài thực vật có hoa trong họ Cúc. Loài này được Sch.Bip. ex Wedd. mô tả khoa học đầu tiên.